# Schi acrobatic la Jocurile Olimpice de iarnă din 2022 - big air (feminin)
Proba de schi acrobatic, big air feminin de la Jocurile Olimpice de iarnă din 2022 de la Beijing, China a avut loc pe 7 și 8 februarie 2022 la Genting Snow Park.

## Program
Orele sunt orele Chinei (ora României + 6 ore).
| Dată        | Ora                                 | Rundă                                                    |
| ----------- | ----------------------------------- | -------------------------------------------------------- |
| 7 februarie | 9:30–10:14 10:15–10:59 11:00–11:44  | Calificări cursa 1 Calificări cursa 2 Calificări cursa 3 |
| 8 februarie | 10:00–10:20 10:22–10:42 10:45–11:05 | Finala cursa 1 Finala cursa 2 Finala cursa 3             |

## Calificări
C — Calificată în finală
Primele 12 sportive s-au calificat în finală.
| Loc | Nr. de concurs | Ordine | Nume                 | Țară                       | Cursa 1           | Cursa 2           | Cursa 3           | Total             | Note |
| --- | -------------- | ------ | -------------------- | -------------------------- | ----------------- | ----------------- | ----------------- | ----------------- | ---- |
| 1   | 8              | 20     | Megan Oldham         | Canada                     | 80,00             | 91,25             | 8,25              | 171,25            | C    |
| 2   | 2              | 4      | Tess Ledeux          | Franța                     | 90,50             | 80,50             | 20,00             | 171,00            | C    |
| 3   | 11             | 24     | Anastasia Tatalina   | COR                        | 68,75             | 89,75             | 73,50             | 163,25            | C    |
| 4   | 16             | 17     | Sandra Eie           | Norvegia                   | 77,50             | 76,25             | 84,50             | 162,00            | C    |
| 5   | 4              | 5      | Eileen Gu            | China                      | 89,00             | 24,50             | 72,25             | 161,25            | C    |
| 6   | 1              | 2      | Mathilde Gremaud     | Elveția                    | 88,25             | 71,00             | 33,75             | 159,25            | C    |
| 7   | 12             | 15     | Kirsty Muir          | Marea Britanie             | 89,25             | 67,00             | 68,25             | 157,50            | C    |
| 8   | 22             | 22     | Darian Stevens       | Statele Unite ale Americii | 84,75             | 10,00             | 67,25             | 152,00            | C    |
| 9   | 6              | 26     | Sarah Höfflin        | Elveția                    | 85,50             | 42,75             | 64,00             | 149,50            | C    |
| 10  | 5              | 1      | Johanne Killi        | Norvegia                   | 87,50             | 60,75             | 58,25             | 148,25            | C    |
| 11  | 19             | 16     | Olivia Asselin       | Canada                     | 60,75             | 87,00             | 16,00             | 147,75            | C    |
| 12  | 24             | 12     | Anni Kärävä          | Finlanda                   | 82,50             | 52,50             | 62,00             | 144,50            | C    |
| 13  | 17             | 13     | Katie Summerhayes    | Marea Britanie             | 63,75             | 69,25             | 67,25             | 136,50            |      |
| 14  | 15             | 19     | Marin Hamill         | Statele Unite ale Americii | 61,50             | 66,00             | 66,25             | 132,25            |      |
| 15  | 14             | 21     | Maggie Voisin        | Statele Unite ale Americii | 16,25             | 60,00             | 68,00             | 128,00            |      |
| 16  | 27             | 23     | Dominique Ohaco      | Chile                      | 60,25             | 11,25             | 66,25             | 126,50            |      |
| 17  | 3              | 3      | Kelly Sildaru        | Estonia                    | 40,25             | 85,25             | 28,00             | 125,50            |      |
| 18  | 26             | 6      | Alia Delia Eichinger | Germania                   | 51,00             | 64,75             | 39,00             | 115,75            |      |
| 19  | 21             | 8      | Ksenia Orlova        | COR                        | 60,00             | 54,75             | 9,00              | 114,75            |      |
| 20  | 20             | 10     | Yang Shuorui         | China                      | 38,25             | 40,50             | 55,50             | 96,00             |      |
| 21  | 18             | 11     | Lara Wolf            | Austria                    | 25,25             | 36,25             | 55,25             | 91,50             |      |
| 22  | 13             | 18     | Margaux Hackett      | Noua Zeelandă              | 9,75              | 9,00              | 65,00             | 74,75             |      |
| 23  | 23             | 25     | Laura Wallner        | Austria                    | 59,50             | 9,00              | 9,00              | 68,50             |      |
| 24  | 10             | 14     | Caroline Claire      | Statele Unite ale Americii | 20,00             | 17,25             | NS                | 20,00             |      |
| 25  | 9              | 9      | Silvia Bertagna      | Italia                     | 17,00             | 16,75             | NS                | 17,00             |      |
| 26  | 7              | 7      | Elena Gaskell        | Canada                     | Nu a luat startul | Nu a luat startul | Nu a luat startul | Nu a luat startul |      |

## Finala
Rezultate oficiale.
| Loc | Nr. de concurs | Ordine | Nume               | Țară                       | Cursa 1 | Cursa 2 | Cursa 3 | Total  |
| --- | -------------- | ------ | ------------------ | -------------------------- | ------- | ------- | ------- | ------ |
| 1   | 4              | 8      | Eileen Gu          | China                      | 93,75   | 88,50   | 94,50   | 188,25 |
| 2   | 2              | 11     | Tess Ledeux        | Franța                     | 94,50   | 93,00   | 73,25   | 187,50 |
| 3   | 1              | 7      | Mathilde Gremaud   | Elveția                    | 89,25   | 93,25   | 26,00   | 182,50 |
| 4   | 8              | 12     | Megan Oldham       | Canada                     | 85,00   | 89,25   | 88,75   | 178,00 |
| 5   | 12             | 6      | Kirsty Muir        | Marea Britanie             | 90,25   | 78,75   | 15,50   | 169,00 |
| 6   | 6              | 4      | Sarah Höfflin      | Elveția                    | 82,50   | 53,00   | 76,25   | 158,75 |
| 7   | 5              | 3      | Johanne Killi      | Norvegia                   | 87,75   | 58,50   | 65,50   | 153,25 |
| 8   | 19             | 2      | Olivia Asselin     | Canada                     | 62,00   | 60,25   | 85,50   | 147,50 |
| 9   | 24             | 1      | Anni Kärävä        | Finlanda                   | 81,00   | 54,00   | 82,50   | 136,50 |
| 10  | 11             | 10     | Anastasia Tatalina | COR                        | 75,50   | 22,25   | 47,00   | 122,50 |
| 11  | 22             | 5      | Darian Stevens     | Statele Unite ale Americii | 56,75   | 50,75   | 18,25   | 75,00  |
| 12  | 16             | 9      | Sandra Eie         | Norvegia                   | 17,00   | 19,00   | 64,50   | 64,50  |